# Clã Nitta

Símbolo do Clã Nitta

O Clã Nitta (新田氏, , Nitta-shi) foi um dos vários grandes clãs descendentes do Seiwa Genji através da decendência de Minamoto no Yoshikuni, e figura entre os principais inimigos dos Shikken (regentes) do Clã Hojo, e mais tarde do Shogunato Ashikaga. 
O fundador do Clã Nitta foi Minamoto no Yoshishige (1135 - 1202), que foi o irmão mais velho de Minamoto no Yoshiyasu, o fundador do Clã Ashikaga. 
Yoshishige foi a um proprietário de terras no Distrito Nitta da antiga Província de Kōzuke na atual Província de Gunma. Yoshishige apoiou Minamoto no Yoritomo (1147 - 1199) na Batalha de Ishibashiyama de 1180 contra o Clã Taira . 
O Clã Nitta  cresceu em importância no início do Século XIII, quando controlavam Província de Kōzuke, com pouca interferência de Kamakura, a capital do Shogunato Kamakura, pois seu antepassado, Minamoto no Yoshishige não apoiou o ramo principal dos Minamoto nas Guerras Genpei um século antes.
Na década de 1330, Nitta Yoshisada liderou seu clã e uma série de outros vassalos  dos Minamoto contra os Shikken (regentes) do Clã Hojo. Conseguiram, em junho de 1333, destruir os edifícios do Bakufu em Kamakura .
O Clã Nitta desempenhou um papel importante, uma vez mais, ao aliar-se com o Clã Date e a  Nanchō (Corte do Sul), durante as Guerras Nanboku-cho do final do Século XIV.

## Chefes do clã
1. Nitta Yoshishige
2. Nitta Yoshikane
3. Nitta Yoshihusa
4. Nitta Masayoshi
5. Nitta Masauji
6. Nitta Motouji
7. Nitta Tomouji
8. Nitta Yoshisada

## Outros Nitta notáveis
- Nitta Yoshiaki - filho de Yoshisada
- Nitta Yoshioki - filho de Yoshisada
- Nitta Yoshimune - filho de Yoshisada
- Wakiya Yoshisuke - irmão de Yoshisada, e fundador do ramo familiar, chamado Wakiya [2]